# Roger Frison-Roche
Roger Frison-Roche (ur. 10 lutego 1906 w Paryżu, zm. 17 grudnia 1999 w Chamonix-Mont-Blanc) – francuski dziennikarz i pisarz, podróżnik, polarnik i alpinista, autor 15 książek i ogromnej liczby reportaży w prasie francuskiej. Komandor Legii Honorowej.